# Alex Torres
Pour les articles homonymes, voir Torres.
Alexander Jesus Torres Matos (né le 8 décembre 1987 à Valencia, Carabobo, Venezuela) est un lanceur de relève gaucher de la Ligue majeure de baseball.

## Carrière

### Rays de Tampa Bay

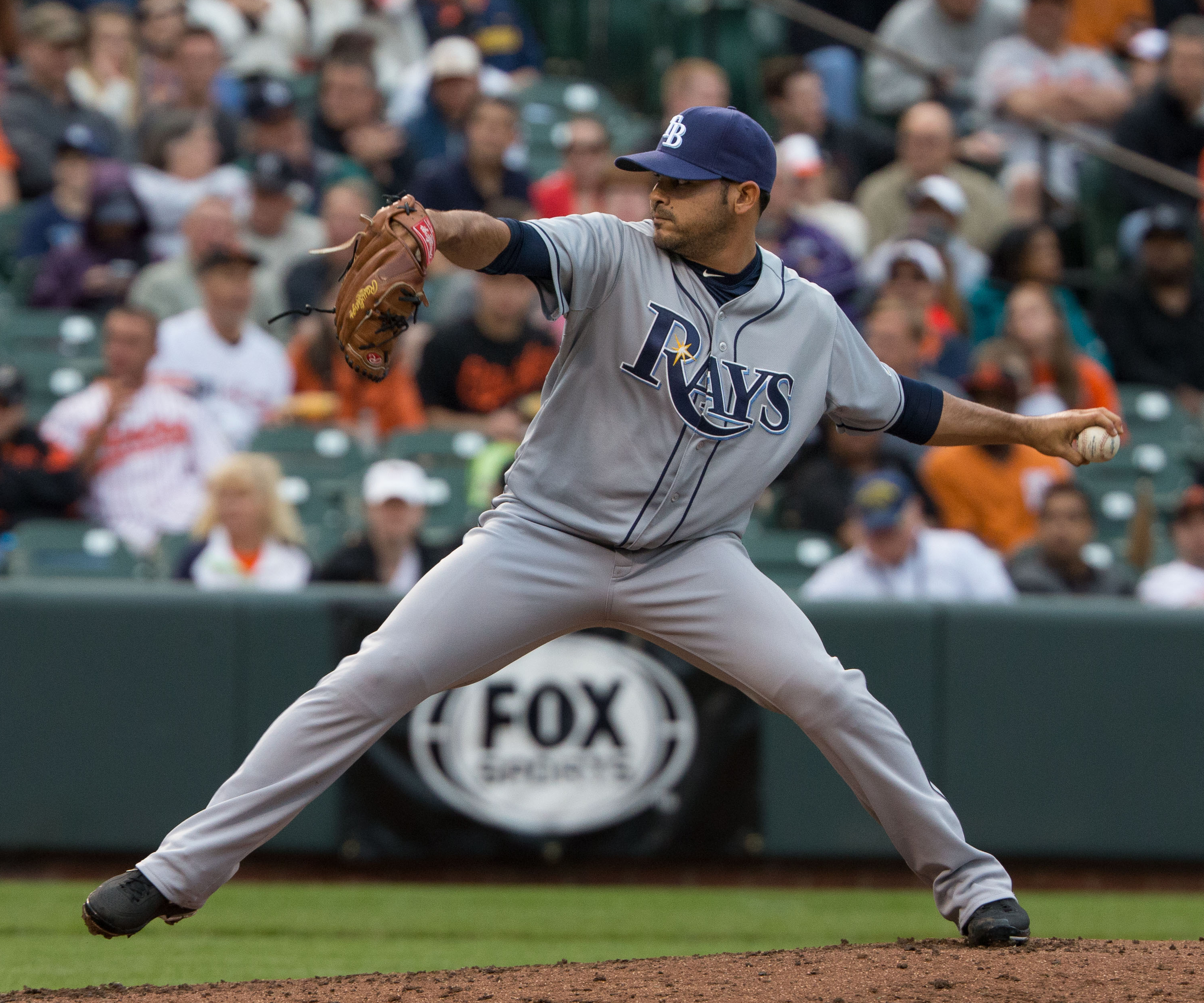
Alex Torres en 2013 avec les Rays de Tampa Bay.

Alexander Torres signe son premier contrat professionnel en 2005 avec les Angels d'Anaheim.
Il amorce sa carrière dans les ligues mineures, où il est surtout lanceur partant, mais passe à la franchise des Rays de Tampa Bay le 29 août 2009 lorsque les Angels concluent une transaction pour acquérir le lanceur Scott Kazmir des Rays.
Torres fait ses débuts dans les majeures le 18 juillet 2011 avec Tampa Bay. Il apparaît en neuvième manche comme lanceur de relève face aux Yankees de New York mais accorde un but-sur-balles à Russell Martin alors que les buts sont remplis. Les Yankees comptent un point et Torres est crédité de la défaite. Il effectue trois autres sorties par la suite et à sa quatrième et dernière partie de la saison le 24 septembre, il reçoit sa première victoire dans les majeures, sur les Blue Jays de Toronto. Il termine la saison avec une victoire, une défaite, neuf retraits sur des prises en huit manches lancées et une moyenne de points mérités de 3,38. 
Il passe l'entière année 2012 en ligues mineures et éprouve beaucoup de difficulté, comme en fait foi sa moyenne de points mérités de 6,72 en 30 matchs, dont 18 départs, pour les clubs-écoles des Rays. La franchise abandonne l'idée d'en faire un bon lanceur partant et Torres se taille une belle place avec les Rays comme releveur en 2013 : cette année-là, il entre en jeu dans 39 matchs de l'équipe et remet une excellente moyenne de 1,71 point mérité accordé par partie, en 58 manches lancées. Il remporte 4 victoires contre deux défaites et enregistre 62 retraits sur des prises.

### Padres de San Diego
Malgré les succès de Torres en relève pour Tampa Bay en 2013, les Rays choisissent de l'inclure le 22 janvier 2014 dans un échange de 7 joueurs avec les Padres de San Diego. Torres se retrouve avec ces derniers en compagnie du lanceur droitier des ligues mineures Jesse Hahn, tandis que les Rays reçoivent de San Diego le joueur d'utilité Logan Forsythe, le deuxième but Maxx Tissenbaum et les lanceurs droitiers Matt Andriese, Brad Boxberger et Matt Lollis.
Le 21 juin 2014 à San Diego face aux Dodgers de Los Angeles, Torres est le premier joueur à porter une nouvelle casquette rembourrée approuvée quelques mois plus tôt par le baseball majeur et destinée à mieux protéger les lanceurs contre les balles frappées à la tête.

### Mets de New York
Le 30 mars 2015, les Padres échangent Torres aux Mets de New York contre le lanceur droitier des ligues mineures Cory Mazzoni. Sa moyenne de points mérités s'élève à 3,15 en 34 manches et un tiers lancées lors de 11 sorties pour les Mets en 2015.

### Braves d'Atlanta
Il est invité au camp d'entraînement 2016 des Braves d'Atlanta. Il est libéré de ce contrat le 30 mars 2016, quelques jours avant le début de la nouvelle saison.